# بول كيغان
بول كيغان (بالإنجليزية: Paul Keegan)‏ (5 يوليو 1984 بدبلن في جمهورية أيرلندا - ) هو لاعب كرة قدم أيرلندي في مركز الوسط. شارك مع منتخب جمهورية أيرلندا تحت 17 سنة لكرة القدم ومنتخب جمهورية أيرلندا تحت 21 سنة لكرة القدم. أما مع النوادي، فقد لعب مع درودا يونايتد وسكونثورب يونايتد وليدز يونايتد ونادي بوهيميان ونادي دونكاستر روفرز ودوري أيرلندا الحادي عشر ‏.

## وصلات خارجية
- بول كيغان على موقع قاعدة بيانات كرة القدم.إي يو (الإنجليزية)
- بول كيغان على موقع Soccerbase.com (لاعب) (الإنجليزية)